# Mos Def
Mos Def, de son nom de naissance Dante Terrell Smith et de son nom musulman Yasiin Bey (né le 11 décembre 1973 à Brooklyn, dans la ville de New York), est un rappeur, acteur, et producteur américain. Surtout connu pour sa musique, Mos Def se lance dans le hip-hop en 1994, aux côtés du groupe Urban Thermo Dynamics (UTD), puis participe à des albums de Da Bush Babees et De La Soul. Il forme ensuite le duo Black Star, avec le rappeur Talib Kweli, et participe à leur album homonyme en 1998. Il devient une force majeure du hip-hop underground au milieu des années 1990 pendant sa période au label Rawkus Records. En 1999, Mos Def publie son premier album solo, Black on Both Sides, aux labels Rawkus et Priority Records. Il est suivi de The New Danger (2004), True Magic (2006) et The Ecstatic (2009).
Avant sa carrière musicale, Mos Def se popularise en tant qu'enfant acteur, jouant dans des séries télévisées, sitcoms, et pièces de théâtre, sous le nom de Dante Beze,. À 14 ans, il joue dans le téléfilm God Bless the Child, diffusé sur ABC en 1988. Il joue aussi dans You Take the Kids,. En 1995, il joue le rôle de Dante dans The Cosby Mysteries. Depuis le début des années 2000, Mos Def se fait connaître dans des films comme La Création de Dieu, H2G2 : Le Guide du voyageur galactique, 16 blocs, Soyez sympas, rembobinez, Braquage à l'italienne, The Very Black Show et Brown Sugar. En février 2016, il annonce via un message vocal destiné à Kanye West qu'il mettra un terme à sa carrière, après la sortie de son dernier album courant 2016.

## Biographie

### Jeunesse
Dante Terrell Smith est né à Brooklyn dans la ville de New York, fils de Sheron Smith et Abdul Rahman. Aîné de 12 enfants, il est élevé par sa mère à Brooklyn, tandis que son père réside dans le New Jersey. Son père étant membre de la Nation of Islam et plus tard Imam Warith Deen Mohammed. Mos Def se convertit à l'islam à l’âge de 19 ans,.
Mos Def devient élève du Philippa Schuyler Middle School 383 à Bushwick où il devient acteur,. De retour du tournage pour You Take the Kids à Los Angeles, il rencontre une femme dont il devient le compagnon, puis abandonne ses études. Il vit des expériences particulièrement traumatisantes pendant son enfance, et voit l'un de ses frères percuté par une voiture. Denard Smith (DCQ), âgé de cinq ans, que Mos Def décrit comme son « premier partenaire rappeur » reste dans le coma pendant 6 mois.

### Débuts avec Rawkus et Black Star (1994–1998)

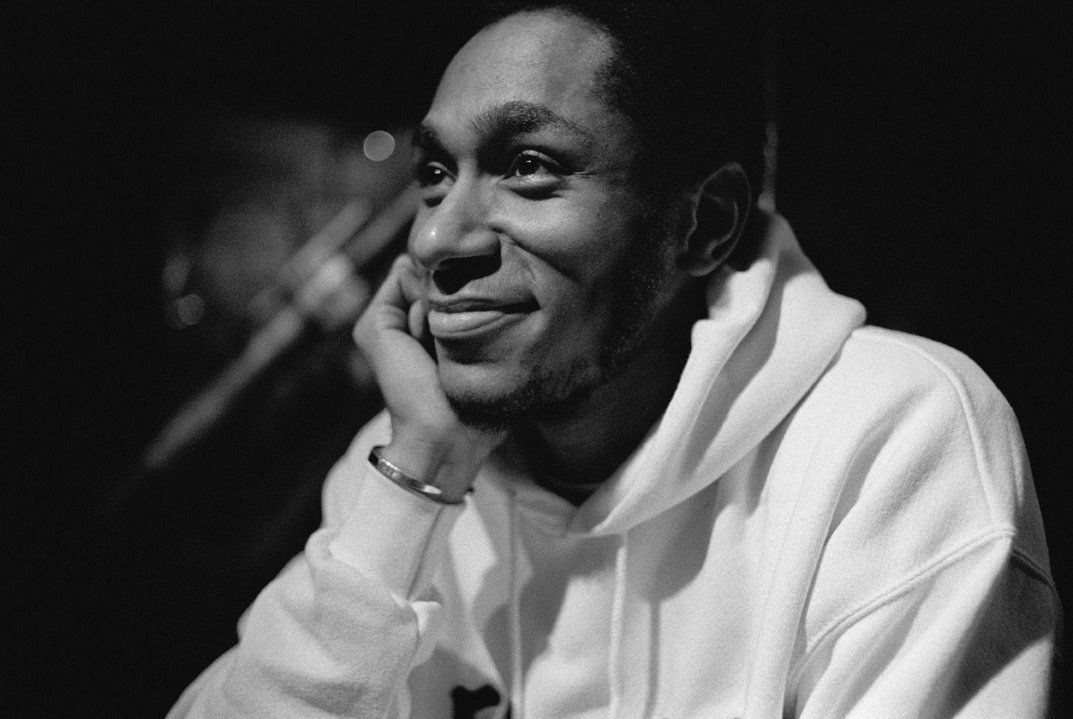
Mos Def en 1999.

Mos Def se lance dans le hip-hop en 1994, formant le groupe UTD (ou Urban Thermo Dynamics) avec son frère DCQ (Jashiya Illson ; né Derente Smith) et sa sœur Ces. En 2004, ils publient Manifest Destiny, leur seul album. Il contient plusieurs chansons inédites enregistrées pendant la période UTD.
En 1996, Mos Def se révèle comme artiste solo en collaborant avec De La Soul et Da Bush Babees, avant de sortir son premier single, Universal Magnetic, qui rencontre le succès dans le milieu underground du hip-hop américain. Mos Def signe avec le label Rawkus Records et forme le groupe Black Star avec Talib Kweli. Le duo publie un album, Mos Def and Talib Kweli are Black Star, en 1998. Produit par Hi-Tek, l'album contient les singles à succès Respiration et Definition, qui deviendront deux des 100 meilleures chansons hip-hop sur VH1.

### Black on Both Sides,The New DangeretTrue Magic(1999–2006)
En 1999, Mos Def publie son premier album solo, Black on Both Sides, qui contient notamment le single Umi Says. Il fait parallèlement des apparitions sur les compilations du label Rawkus Soundbombing et Lyricist Lounge qui contient le tube Oh No. Après l'effondrement de Rawkus, Mos Def et Talib Kweli signent chez Interscope.
En 2003, il apparaît dans le film Braquage à l'italienne, au côté de Mark Wahlberg. Mos Def publie ensuite son deuxième album, The New Danger, en 2004, puis son troisième album, Tru3 Magic en décembre 2006.
La chanson Crime and Medicine est une reprise du single de GZA, Liquid Swords publié en 1995. Aussi, la chanson Undeniable reprend une version de la composition de Barrett Strong/Norman Whitfield, Message from a Black Man. La chanson Dollar Day utilise le même beat que le titre de Juvenile Nolia Clap.

### GOOD Music et genèse de Yasiin Bey (2007–2011)
En avril 2007, il sort Mos Definite, un album regroupant des sons inutilisés sur ses précédents projets. En 2008, il partage un premier rôle dans le film Soyez sympas, rembobinez aux côtés de Jack Black, Danny Glover et Mia Farrow. En février 2009, il chante sur la chanson America avec Chali 2na et K'naan sur l'album Troubadour de K'naan. Le 9 juin 2009, il sort The Ecstatic, produit par le musicien français Mr. Flash. En novembre 2009, il collabore avec le groupe de rock/blues The Black Keys pour le projet Blakroc ; on l'entend dans On the Vista et Ain't Nothing Like You (Hoochie Coo).
En 2010, il chante sur les chansons Stylo et Sweepstakes, sur le troisième album studio du groupe Gorillaz, Plastic Beach. En septembre 2010, il signe sur le label GOOD Music créé par Kanye West. En 2011, il effectue une prestation sur le plateau du show américain The Daily Habit de Fuel TV, avec le titre World Premiere, produit par Madlib. Il joue également dans le rôle de Frère Sam dans la saison 6 de Dexter pour cinq épisodes.

### Retour de Black Star et de Mos Def (depuis 2012)
Depuis 2012, Mos Def change de nom de scène et se fait appeler « Yasiin ». Son premier projet sous ce nouveau nom, dont la forme complète est Yasiin Bey, est une mixtape de freestyles revisitant une quarantaine de hits hip-hop de ces dernières années sous un angle engagé. Le premier titre à être révélé est Niggas in Poorest, un freestyle sur l'instrumentale de Niggas in Paris de Kanye West et Jay-Z.
En 2015, Mos Def participe au deuxième album d'A$AP Rocky, At. Long. Last. ASAP sur le titre Back Home avec Acyde et A$AP Yams. Il revient pour deux chansons en août 2015 : Basquiat Ghostwriter et Sensei on the Block,.
En octobre 2016, un concert prévu à Londres est annulé à cause de restrictions imposées sur l'artiste, et d'autres dates européennes en sont de même. Le 14 octobre 2016, Yasiin Bey poste une vidéo sur Facebook annonçant qu'il prévoit toujours de se retirer de la scène musicale,. Il annonce aussi un dernier concert durant lequel il sera en streaming depuis Le Cap, en Afrique du Sud. Le 5 décembre 2016, il annonce le titre de deux albums, Negus in Natural Person et As Promised, ce dernier étant en collaboration avec le producteur de Dirty South Mannie Fresh, initialement intitulé OMFGOD.
En février 2018, Yasiin Bey annonce, sur scène, un nouvel album de Black Star pour 2018. Il sera produit par Madlib. Aucune date spécifique n'est révélée.

## Engagement politique
En juillet 2013, il accepte d'être alimenté de force devant les caméras du réalisateur Asif Kapadia et ce, en signe de solidarité avec les détenus de Guantánamo alors en grève de la faim.

## Discographie

### Albums studio
- 1999 : Black on Both Sides
- 2004 : The New Danger
- 2006 : Tru3 Magic
- 2009 : The Ecstatic

### Albums collaboratifs
- 1994 : Manifest Destiny (avec UTD)
- 1998 : Black Star (avec Talib Kweli)
- 2022 : No Fear of Time (avec Talib Kweli)

### Compilations
- 2002 : We Are Hip-Hop: Me, You, Everybody
- 2007 : Mos Definite
- 2008 : We Are Hip-Hop: Me, You, Everybody, Pt. 2
- 2008 : Audio 3

### Autres
- 2014 : The Departure (Mash-up d'Amerigo Gezaway entre Mos Def et Marvin Gaye sous le nom Yassin Gaye[30])

## Filmographie

### Comme acteur
- 1988 : Le choix tragique (God Bless the Child) (TV) de Larry Elikann : Richard Watkins
- 1990 : You Take the Kids (série télévisée) : Raymond Kirkland, à l'âge de 16 ans
- 1991 : La Manière forte (The Hard Way) de John Badham : Dead Romeos
- 1994 : Here and Now (série télévisée) - Saison 1, épisode 2
- 1994 : The Cosby Mysteries (TV) de Jerry London : Dante
- 1994 : The Cosby Mysteries (série télévisée) - Saison 1, épisodes 5, 6 et 10 : Dante
- 1997 : Ghosts (Michael Jackson's Ghosts) de Stan Winston : Dante
- 1997 : Brooklyn South (série télévisée) - Saison 1, épisodes 9 et 10 : Darius
- 1997 : New York Police Blues (NYPD Blue) (série télévisée) - Saison 5, épisode 2 : Levon Wells
- 1998 : Spin City (série télévisée) - Saison 2, épisode 15 : Monty
- 1998 : New York Police Blues (NYPD Blue) (série télévisée) - Saison 6, épisode 7 : Leslie Peach
- 1998 : Un privé à L.A. (Where's Marlowe?) de Daniel Pyne : Wilt Crawley
- 1998 : New York Police Blues (NYPD Blue) (série télévisée) - Saison 7, épisode 15 : Leslie Peach
- 2000 : Island of the Dead (vidéo) de Tim Southam : Robbie J
- 2000 : The Very Black Show (Bamboozled) de Spike Lee : Mau Mau: Big Blak Afrika (Julius Hopkins)
- 2001 : Carmen: A Hip Hopera (TV) de Robert Townsend : Frank Miller
- 2001 : The Wayne Brady Show (série télévisée) - Saison 1, épisode 2 : lui-même
- 2001 : À l'ombre de la haine (Monster's Ball) de Marc Forster : Ryrus Cooper
- 2002 : Showtime de Tom Dey : Lazy Boy
- 2002 : Civil Brand de Neema Barnette : Michael Meadows
- 2002 : Brown Sugar : Chris « Cav » Anton Vichon
- 2002 : Ma famille d'abord (My Wife and Kids) (série télévisée) - Saison 3, épisode 12 : Tommy
- 2003 : Braquage à l'italienne (The Italian Job) de F. Gary Gray : Oreille gauche (Left Ear en VO)
- 2004 : The Woodsman, ou La Peur du loup au Québec, de Nicole Kassell : Sergent Lucas
- 2004 : Focused Digizine#1 (vidéo) de M.K. Asante Jr. et Ben Haaz : Blak (VO)
- 2004 : Something the Lord Made (TV) de Joseph Sargent : Vivien Thomas
- 2005 : Lackawanna Blues (TV) de George C. Wolfe : 'e leader du groupe
- 2005 : The Boondocks (The Boondocks) (série d'animation) - Saison 1, épisode 6 : Gangstalicious / Latin Thug (voix VO)
- 2005 : H2G2 : Le Guide du voyageur galactique (The Hitchhiker's Guide to the Galaxy) de Garth Jennings : Ford Prefect
- 2006 : 16 blocs (16 Blocks) de Richard Donner : Eddie Bunker
- 2006 : Journey to the End of the Night d'Eric Eason : Wemba
- 2006 : Ricky Bobby : roi du circuit (Talladega Nights : The Ballad of Ricky Bobby) d'Adam McKay : lui-même (caméo)
- 2006 : Dave Chappelle's Block Party de Michel Gondry : lui-même
- 2007 : The Boondocks (The Boondocks) (série d'animation) - Saison 2, épisode 3 : Gangstalicious (voix VO)
- 2008 : Soyez sympas, rembobinez (Be Kind Rewind) de Michel Gondry : Mike
- 2008 : Cadillac Records de Darnell Martin : Chuck Berry
- 2009 : Next Day Air de Benny Boom : Eric
- 2009 : Dr House (House, M.D) (série télévisée) - Saison 5, épisode 19 : Lee
- 2011 : Dexter (série télévisée) - Saison 6 : Frère Sam (5 épisodes)
- 2014 : Life of Crime de Daniel Schechter : Ordell Robbie
- 2014 : New York Melody (Begin Again) de John Carney : Saul, associé de Dan
- 2016 : Tour de France de Rachid Djaïdani : Foce

### Comme compositeur
- 2002 : Brown Sugar
- 2003 : Braquage à l'italienne (The Italian Job)

### Comme producteur
- 2002 : Russell Simmons Presents Def Poetry
- 2007 : Bobby Zero

## Distinctions

### Récompenses
- 2005 : Black Reel Award du meilleur acteur dans un film indépendant pour The Woodsman[31]
- 2008 : Black Reel Award du meilleur casting pour les acteurs de Cadillac Records

### Nominations
- 2004 : Satellite Award du meilleur acteur dans une mini-série ou un film pour Something the Lord Made
- 2004 : Emmy Award du meilleur acteur dans une mini-série ou un film pour Something the Lord Made
- 2005 : Black Reel Award du meilleur acteur de télévision pour Something the Lord Made
- 2005 : Teen Choice Award de l'artiste rap dans un film pour H2G2 : Le Guide du voyageur galactique
- 2005 : Golden Globe du meilleur acteur dans une minisérie ou un téléfilm pour Something the Lord Made
- 2006 : Black Movie Award de la meilleure performance dans un second rôle pour 16 blocs
- 2008 : Black Reel Award du meilleur acteur pour Soyez sympas, rembobinez
- 2008 : Black Reel Award du meilleur second rôle pour Cadillac Records